# Solberg Inlet
Solberg Inlet es una bahía helada en Grahamland en la costa este de la Península Antártica entre los picos de Rock Pile y la Península de Joerg.
La bahía fue descubierta en 1940 por científicos de la Expedición del Servicio Antártico de los Estados Unidos (1939-1941). Los participantes de la Expedición de Investigación Antártica Ronne (1947-1948) bajo el liderazgo del explorador polar estadounidense Finn Ronne lograron un nuevo avistamiento. Finn Ronne nombró la bahía en honor al contralmirante Thorvald A. Solberg (1894-1964) de la Marina de los Estados Unidos, que ayudó a la expedición.